# قطعنامه ۱۶۸۲ شورای امنیت
قطعنامه  ۱۶۸۲ شورای امنیت سازمان ملل متحد که در تاریخ ۰۲ ژوئن ۲۰۰۶ تصویب شد، سندی بین‌المللی دربارهٔ بررسی وضعیت در ساحل عاج است. این قطعنامه طی نشست ۵۴۵۱ام با ۱۵ رای موافق، ۰ مخالف و ۰ ممتنع تصویب شد.